# Alva L. Hager
Alva Lysander Hager (* 29. Oktober 1850 bei Jamestown,  New York; † 29. Januar 1923 in Des Moines, Iowa) war ein US-amerikanischer Politiker. Zwischen 1893 und 1899 vertrat er den Bundesstaat Iowa im US-Repräsentantenhaus.

## Werdegang
Im Jahr 1859 kam Alva Hager mit seinen Eltern nach Cottonville im Jackson County in Iowa. 1863 zog die Familie in das Jones County weiter. Hager besuchte öffentliche Schulen in Monticello und Anamosa. Nach einem anschließenden Jurastudium an der University of Iowa in Iowa City und seiner im Jahr 1875 erfolgten Zulassung als Rechtsanwalt begann er in Greenfield in seinem neuen Beruf zu arbeiten.
Politisch war Hager Mitglied der Republikanischen Partei. Im Jahr 1891 gehörte er dem Senat von Iowa an. Ein Jahr später leitete er den republikanischen Parteitag auf Staatsebene. 1892 wurde er im neunten Wahlbezirk von Iowa in das US-Repräsentantenhaus in Washington, D.C. gewählt. Dort trat er am 4. März 1893 die Nachfolge des Demokraten Thomas Bowman an. Nach zwei Wiederwahlen konnte er bis zum 3. März 1899 drei zusammenhängende Legislaturperioden im Kongress absolvieren. In diese Zeit fiel der Spanisch-Amerikanische Krieg von 1898. Damals kamen unter anderem die Philippinen unter amerikanische Verwaltung. Auch das ehemalige Königreich Hawaiʻi wurde Teil der Vereinigten Staaten.
1898 verfehlte Hager die Nominierung seiner Partei für eine weitere Amtszeit. In den folgenden Jahren arbeitete er wieder als Rechtsanwalt. 1901 verlegte er seinen Wohnsitz und seine Kanzlei nach Des Moines. In dieser Stadt war er zwischen 1911 und 1918 im Bankgeschäft tätig; dort ist er am 29. Januar 1923 auch verstorben.